# Kardynał (film)
Kardynał (ang. The Cardinal) – amerykański dramat filmowy z 1963 roku w reżyserii Ottona Premingera. Scenariusz do filmu powstał na podstawie powieści Henry’ego Mortona Robinsona.
Opowiadanie Robinsona z 1950 roku zostało oparte na życiu kardynała Francisa Spellmana, który był wtedy arcybiskupem Nowego Jorku. Watykańskim urzędnikiem nadzorującym kręcenie filmu był Joseph Ratzinger, który później został papieżem Benedyktem XVI.
Zdjęcia do filmu zrealizowane zostały m.in. w Bostonie, Rzymie i Wiedniu.

## Fabuła
Film opowiada historię życia Stephena Fermoyle fikcyjnego księdza katolickiego pochodzenia irlandzkiego (Tom Tryon) od święceń kapłańskich w 1917 roku do mianowania go na kardynała w przededniu II wojny światowej. Fermoyle przechodzi przez jeden kryzys za drugim, pierwszy dotyczy jego własnej rodziny, a następnie, podczas wspinania się po szczeblach hierarchii Kościoła: w swojej parafii Bostonie i później w Watykanie.
Film porusza różne kwestie społeczne, takie jak małżeństwa międzywyznaniowe, seks pozamałżeński, aborcję, bigoterię rasową, rozwój faszyzmu i wojnę.

## Obsada
- Tom Tryon – Stephen Fermoyle
- Carol Lynley – Mona Fermoyle / Regina Fermoyle
- Dorothy Gish – Celia Fermoyle
- Maggie McNamara – Florrie Fermoyle
- Bill Hayes – Frank Fermoyle
- Cameron Prud'Homme – Din Fermoyle
- Romy Schneider – Annemarie von Hartman
- Cecil Kellaway – Monsignor Monaghan
- Loring Smith – Cornelius J. Deegan
- John Saxon – Benny Rampell
- James Hickman – Ojciec Lyons
- Berenice Gahm – Pani Rampell
- John Huston – Kardynał Glennon
- Jose Duvall – Ramon Gongaro
- Peter MacLean – Father Callahan
- Robert Morse – Bobby and His Adora-Belles
- Burgess Meredith – Ned Halley
- Josef Meinrad – Kardynał Innitzer
- Raf Vallone – Kardynał Quarenghi
- Wolfgang Preiss – Major SS

## Nagrody i nominacje
Nagroda Akademii Filmowej
- Najlepszy aktor drugoplanowy – John Huston (nominacja)
- Najlepszy reżyser – Otto Preminger (nominacja)
- Najlepsza scenografia – filmy kolorowe – Lyle Wheeler, Gene Callahan (nominacja)
- Najlepsze kostiumy – filmy kolorowe – Donald Brooks (nominacja)
- Najlepsze zdjęcia – filmy kolorowe – Leon Shamroy (nominacja)
- Najlepszy montaż – Louis R. Loeffler (nominacja)

Złoty Glob
- Najlepszy film dramatyczny
- Najlepszy aktor drugoplanowy – John Huston
- Najlepszy aktor w dramacie – Tom Tryon (nominacja)
- Najlepsza aktorka w dramacie – Romy Schneider (nominacja)
- Najlepszy reżyser – Otto Preminger (nominacja)

## Zdjęcia
Zdjęcia do filmu realizowane były na terenie Włoch, Austrii oraz amerykańskich stanów: Massachusetts i Connecticut.